# HMS Hambledon (L37)
Pour les autres navires du même nom, voir HMS Hambledon.
Le HMS Hambledon est un destroyer de classe Hunt de type I de la Royal Navy, qui participa aux opérations navales contre la Kriegsmarine (marine de guerre allemande) pendant la Seconde Guerre mondiale.

## Construction
Le Hambledon est commandé le 21 mars 1939  dans le cadre de programmation de 1939 pour le chantier naval de Swan Hunter & Wigham Richardson Ltd. à Wallsend, comté de Tyne and Wear en Angleterre. La pose de la quille est effectuée le 9 juin 1939, le Hambledon est lancé le 12 décembre 1939 et mis en service le 8 juin 1940.
Il est parrainé par la communauté civile de Hambledon dans le Hampshire, dans le cadre de la Warship Week (semaine des navires de guerre) en mars 1942.
Le Hambledon fait partie du premier lot de dix destroyers de classe Hunt. Ils doivent résoudre une pénurie de destroyers, notamment pour les tâches d’escorte. Ils doivent combiner le lourd armement anti-aérien des sloops de la classe Bittern avec une vitesse de 29 noeuds pour une liaison plus rapide avec la flotte.
Un test d'inclinaison lors de l'aménagement du navire montré une erreur de conception qui rend le navire dangereusement instable. Pour rétablir la stabilité à des niveaux acceptables, un canon de marine de 4 pouces QF Mk XVI est retiré, la superstructure et l'entonnoir du navire sont coupés et un ballast supplémentaire est installé. Une fois modifié, le Hambledon est mis en service le 8 juin 1940.

## Histoire

### Seconde Guerre mondiale

#### Eaux intérieures, 1940
Lors de la mise en service, le Hambledon a immédiatement commencé les essais en mer, qu'il achève avec succès plus tard en juin 1940. Il se rend ensuite à Portland pour des examens, au cours desquels il est déployé avec les destroyers britanniques Atherstone, Fernie, Inglefield, et Imogen pour escorter les mouilleurs de mines Menestheus, Port Napier, Port Quebec, et Southern Prince du 1er Escadron de mouilleurs de mines alors qu'ils posaient la première section du Barrage du Nord au nord de North Rona dans le cadre de l'opération SN1. Le 12 juillet 1940, l'augmentation de l'activité allemande dans la Manche a incité la Royal Navy à transférer ses travaux vers le nord à Scapa Flow dans les îles Orcades, pour les achever là-bas plus tard en juillet 1940. Il est affecté à une flottille basée à Sheerness, chargé de patrouille et de défense de convois dans la Manche et le long de la côte Est de la Grande-Bretagne. Le 31 août 1940, le Hambledon et son sister-ship Garth aident les navires de la Royal Navy qui ont été frappés par des mines en mer du Nord au large des Pays-Bas, sauvant les survivants du destroyer coulé Esk et se tenant près du destroyer Express, gravement endommagé, qui avait a perdu sa proue dans une explosion de mine, jusqu'à ce que des remorqueurs arrivent pour le remorquer en lieu sûr.
En octobre 1940, le Hambledon est sélectionné pour participer à l'opération Lucid, un plan d'utilisation de navires de pompiers pour attaquer les barges d'invasion allemandes dans les ports du nord de la France, mais le mauvais temps a forcé la Royal Navy à abandonner l'opération à plusieurs reprises et elle n'a jamais été exécutée . Le 7 octobre 1940, au cours d'opérations liées à Lucid, il subit des dommages importants à sa structure après l'explosion d'une mine acoustique dans la Manche au large de South Foreland à la position de 51° 08′ N, 1° 21′ E, en ayant un tué et deux blessés. Le destroyer Vesper le remorque à Sheerness, et il est emmené au chantier naval de Chatham pour des réparations, qui ont duré jusqu'en mai 1941, avec l'installation d'un radar de conduite de tir de type 285 pour son armement,.

#### Eaux intérieures et Atlantique, 1941-1943
En mai 1941, une fois ses réparations terminées, le Hambledon réussit ses essais post-réparation et, le 14 mai 1941, il entreprend des tâches d'escorte de convoi et de patrouille anti-invasion en mer du Nord avec la 16e Flottille de destroyeurs, basée à Harwich, en Angleterre, qu'il poursuit jusqu'en octobre 1942. En mars 1942, eil est «adoptée» par le conseil du district rural de Hambledon à la suite d'une campagne nationale d'épargne de la semaine des navires de guerre menée avec succès par neuf des villages du Surrey qui faisaient partie du conseil du district rural de Hambledon,.
Lorsque le trafic de convois le long de la côte Est de la Grande-Bretagne est réduit à des escortes libres pour une utilisation ailleurs, le Hambledon est sélectionné pour un service détaché en octobre 1942. En conséquence, en novembre 1942, il est déployé dans l'océan Atlantique Nord pour escorter des convois transportant des troupes et du matériel à Gibraltar pour l'opération Torch, l'invasion amphibie alliée de l'Afrique du Nord, ce mois-là, et subit de légers dommages à la suite d'une explosion de torpille le 12 novembre 1942. En décembre 1942, il retourne à ses fonctions d'escorte et de patrouille à Harwich, qui en 1943 a commencé à inclure l'interception de S-Boot (Schnellboot) allemand - connu par les Alliés comme E-boat - torpilleurs à moteur - en mer du Nord pour les empêcher d'attaquer les convois alliés.

#### Méditerranée, 1943
En juin 1943, la Royal Navy choisit le Hambledon pour participer à l'opération Husky, l'invasion alliée de la Sicile, et le transfère à la 58e division de destroyers. Il se rend de Harwich à la rivière Clyde, où il rejoint le 21 juin 1943 le croiseur léger Uganda, les destroyers Viceroy, Wallace, Witherington, et Woolston et les destroyers d'escorte Arrow, Blankney, Blencathra, Brecon, Brissenden, Ledbury, et Mendip comme escorte pour le convoi militaire WS31/KMF17 pour l'étape de Clyde-Gibraltar de son voyage. Le 26 juin 1943, les convois se sont divisés et les destroyers basés à Gibraltar Amazon, Bulldog, et Foxhound et le destroyer d'escorte Blackmore reprennent l'escorte du WS31 alors qu'il poursuit son voyage vers Freetown, en Sierra Leone, en route vers le Moyen-Orient, tandis que Blencanthra et ses conjoints se pressent à Gibraltar comme escorte de KMF17, y arrivant le 28 juin 1943,.
À Gibraltar, le Hambledon est transféré au groupe d'escorte V, où il rejoint Blankney, Blencathra, Brecon et Brissenden. Le groupe d'escorte escorte le convoi KMF18, qui quitte Gibraltar le 7 juillet 1943 à destination de l'invasion de la Sicile et, se détachant temporairement le 9 juillet 1943 pour faire le plein de mazout, amène le convoi dans la zone d'assaut de BARK WEST le 10 juillet 1943, le jour des premiers débarquements. le Hambledonopère ensuite des patrouilles et des escortes à l'appui de Husky jusqu'à sa libération de l'opération le 31 juillet 1943 ou il est réaffecté à la 58e division de destroyers basée à Malte pour des patrouilles et des escortes en Méditerranée centrale.
En août 1943, le Hambledon est choisi pour transporter l'amiral de la flotte Andrew Cunningham pour l'opération Avalanche, les débarquements alliés à Salerne sur le continent italien prévus pour septembre 1943. Le 9 septembre 1943, il embarque Cunningham et le général Dwight D. Eisenhower à Bizerte, en Tunisie, pour les emmener à Malte pour y observer la reddition des vaisseaux de guerre de la Marine royale italienne, en étant présent lorsque la reddition a eu lieu le 10 septembre 1943. Il quitte Malte plus tard dans la journée pour participer au débarquement de Salerne, avec l'amiral Cunningham embarqué.
Libéré de l'opération Avalanche en octobre 1943, le Hambledon opère ensuite dans la mer Égée pour aider à la tentative infructueuse des Alliés de défendre les îles italiennes de Leros et Kos contre l'invasion par les forces allemandes pendant la campagne du Dodécanèse. Après que la campagne se soit terminée par une défaite des alliées, le Hambledon reprend ses opérations de défense de patrouille et de convoi en Méditerranée centrale en novembre 1943.

#### Méditerranée, 1944
Au début de 1944, le Hambledon est transféré à Naples, en Italie, d'où il patrouille sur la côte ouest de l'Italie et soutient les opérations terrestres alliées. Le 29 mars 1944, le Hambledon, le Blencathra et leur navire jumeau Wilton quittent Naples pour aider les destroyers Laforey, Tumult, et Ulster à chasser le sous-marin (U-Boot) allemand U-223, qu'ils avaient détecté avec leur asdic dans la mer Tyrrhénienne au nord-est de Palerme, en Sicile , près de Filicudi, à 135 milles marins (250 km) au sud de Naples. Ils attaquent le U-223 avec des charges de profondeur jusqu'à ce que le Laforey leur ordonne de s'arrêter, puis continuent à suivre le U-223 pendant plusieurs heures jusqu'à ce qu'il soit forcé de faire surface aux premières heures du 30 mars 1944 après 27 heures d'attaque par charges de profondeur et mortiers anti-sous-marins Hedgehog. Le Hambledon se joint aux autres navires pour éclairer le U-223 avec des projecteurs et le couler avec des coups d'artillerie à la position géographique de 38° 48′ 00″ N, 14° 10′ 00″ E avec la perte de 23 membres d'équipage du sous-marin, pour 27 survivants, mais pas avant le U-223 coule le Laforey avec une torpille acoustique, faisant 182 morts et 69 survivants. Le Hambledon aide à recueillir les survivants du Laforey, puis embarque à so, bord 14 des survivants de l'U-223, dont deux sont morts avant que le Hambledon puisse atteindre un port,,.
En avril 1944, la Royal Navy choisit les Hambledon, Blencathra et Mendip pour participer à l'opération Neptune, la première phase d'assaut de l'invasion alliée de la Normandie prévue pour début juin 1944. En conséquence, le Hambledon quitte Naples en mai 1944 à destination du Royaume-Uni.

#### Eaux intérieures, 1944–1945
À son arrivée au Royaume-Uni en mai 1944, le Hambledon estaffecté à la 21e flottille de destroyers à Sheerness, désigné pour escorter le convoi d'assaut G16 jusqu'à la côte de Normandie pour le premier débarquement, puis pour rester hors de la tête de pont pour le défendre des attaques navales allemandes dans le cadre de la Force G. Au début de juin 1944, il rejoint les autres forces allouées à la Force G dans l'ouest du Solent.

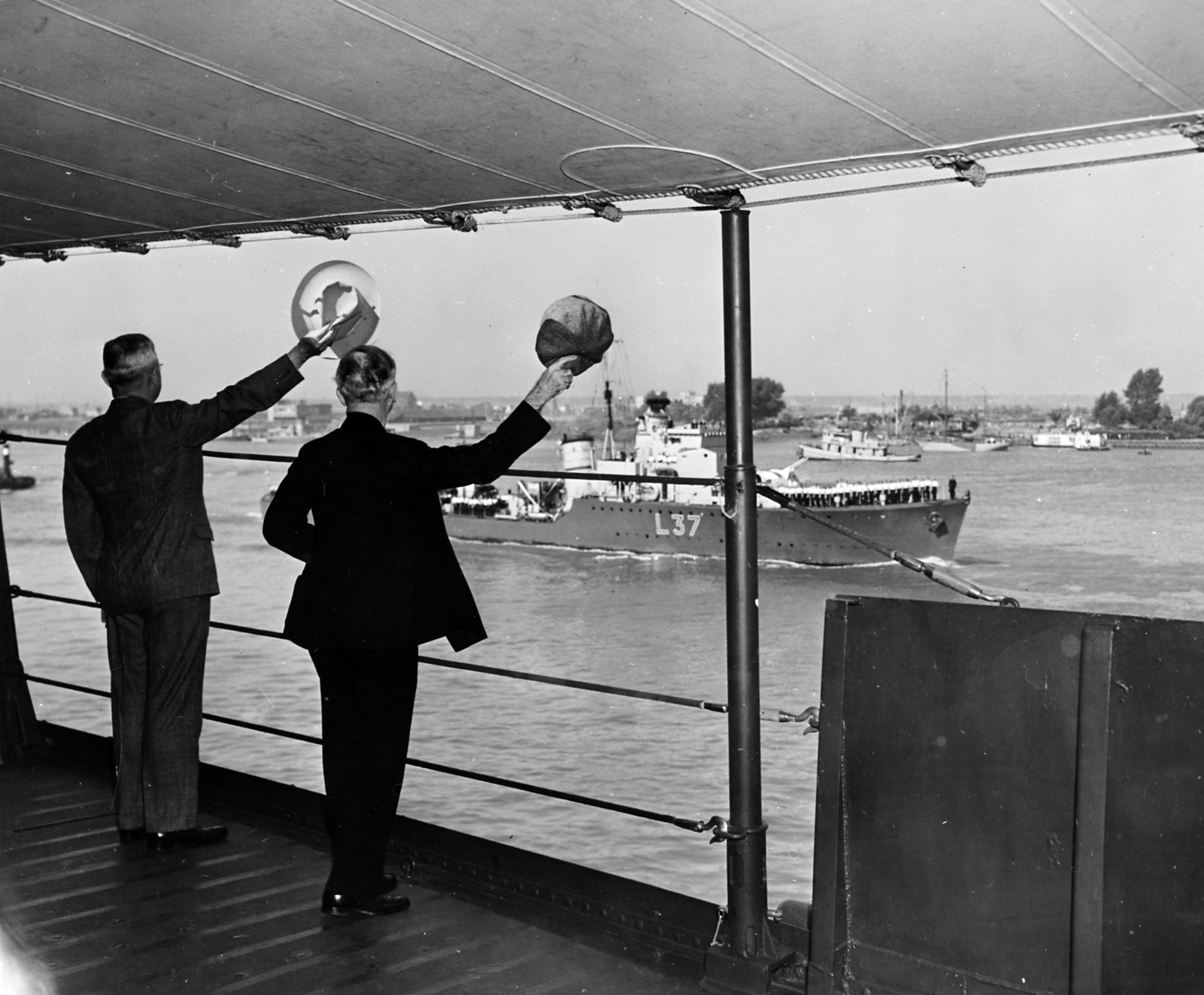
Le président américain Harry S. Truman et le secrétaire d'État James F. Byrnes saluent le HMS Hambledon à bord de l' sur l'Escaut alors qu'ils se dirigent vers la Conférence de Potsdam le 15 juillet 1945.

Après que le débarquement soit retardé du 5 juin au 6 juin en raison du mauvais temps, le Hambledon part pour le débarquement avec le destroyer d'escorte Albrighton le 5 juin 1944 comme escorte pour le convoi G16, qui comprenait neuf embarcations de débarquement d'infanterie et deux embarcations de sauvetage. Le convoi est arrivé au large de Gold Beach le 6 juin 1944 et a mis ses troupes à terre, le Hambledon soutenant le débarquement en bombardant les défenses des côtes allemandes. Plus tard dans la journée, le Hambledon retourne au Solent pour escorter le convoi EBP2, apportant des renforts et des fournitures à la tête de pont, combattant une action contre des S-boats allemands au sud de l'île de Wight en cours de route. Le 7 juin 1944, il rejoint le 112e Groupe d'escorte - composé des frégates Spragge et Stockham et du sloop Magpie - pour escorter l'EBP2 - cinq transports de troupes de l'armée des États-Unis pour déchargement sur Utah Beach, le navire de tête du port artificiel Mulberry B et trois petits navires marchands - , où le convoi est arrivé le 8 juin 1944. Plus tard dans la journée, il est libéré du service d'escorte du convoi et affecté à des tâches de patrouille et d'interception pour défendre la tête de pont contre les attaques navales allemandes.
En juillet 1944, le Hambledon est libéré de ses fonctions de défense de tête de pont et affecté à la 16e flottille de destroyers à Harwich pour des opérations de défense de convois de la mer du Nord et la Manche, qu'il mène jusqu'en mars 1945.
En mars 1945, il est réaffecté à des convois d'escorte traversant la mer du Nord entre le Royaume-Uni et les ports de Belgique et des Pays-Bas et de patrouiller dans les régions de Nore Command et de Douvres. En avril 1945, son attention se tourne à nouveau vers la défense de convois et les opérations de patrouille dans le sud de la mer du Nord et de la Manche, et le 12 avril 1945, le Hambledon et la frégate Ekins combattent contre des bateaux allemands Schnellboote qui posent des mines au large de Flessingue.
Après la capitulation de l'Allemagne au début de mai 1945, le Hambledon est affecté à la flottille locale de Nore. De juin à août 1945, il exerce des fonctions de formation et à l'appui des forces de réoccupation. Le Hambledon  resté dans le Commandement Nore jusqu'à sa mise hors service et placée en réserve en décembre 1945.

### Après guerre
Le HMS Hambledon est resté dans le Nore Command jusqu'à ce qu'il soit désarmé et réduit au statut de Réserve en décembre 1945. Il est muté dans la division Harwich de la flotte de réserve de 1946 à 1953 lors de son transfert à Barrow-in-Furness.
En 1955, il est déséquipé et placé sur la liste des démolitions. En août 1957, le navire est vendu à BISCO pour mise au rebut par Clayton & Davie à Dunston on Tyne. Il arrive en remorque au chantier du démolisseur en septembre 1957 et a été mise au rebut.

### Honneurs de bataille
- Mer du Nord 1941-1944
- Manche 1943
- Sicile 1943
- Salerne 1943
- Mer Egée 1944
- Méditerranée 1944
- Normandie 1944